# Причард (Алабама)
Причард (енгл. Prichard) град је у америчкој савезној држави Алабама. По попису становништва из 2010. у њему је живело 22.659 становника.

## Демографија
Према попису становништва из 2010. у граду је живело 22.659 становника, што је 5.974 (20,9%) становника мање него 2000. године.
| Група             | 2000.          | 2010.          |
| Белци             | 4.038 (14,1%)  | 2.803 (12,4%)  |
| Афроамериканци    | 24.203 (84,5%) | 19.442 (85,8%) |
| Азијати           | 33 (0,1%)      | 18 (0,1%)      |
| Хиспаноамериканци | 162 (0,6%)     | 170 (0,8%)     |
| Укупно            | 28.633         | 22.659         |